# Klemen Bauer
Klemen Bauer (Ljubljana, 9 januari 1986) is een Sloveense biatleet. Hij vertegenwoordigde zijn vaderland op de Olympische Winterspelen 2006 in Turijn en de Olympische Winterspelen 2010 in Vancouver.

## Carrière
Bauer maakte zijn wereldbekerdebuut in januari 2006 in Oberhof. In december 2006 scoorde hij in Hochfilzen zijn eerste wereldbekerpunten. Zijn eerste toptienklassering in een wereldbekerwedstrijd behaalde hij in februari 2008 in Pyeongchang.
Bauer nam in zijn carrière zeven keer deel aan de wereldkampioenschappen biatlon. Zijn beste individuele resultaat, vijfde op de 20 kilometer individueel, behaalde hij op de wereldkampioenschappen biatlon 2012 in Ruhpolding. Op datzelfde toernooi veroverde hij samen met Andreja Mali, Teja Gregorin en Jakov Fak de zilveren medaille op de gemengde estafette.
In zijn carrière nam de Sloveen twee keer deel aan de Olympische Winterspelen. Tijdens de Olympische Winterspelen van 2010 in Vancouver eindigde hij als vierde op de 10 kilometer sprint en als negende op de 12,5 kilometer achtervolging.

## Resultaten

### Olympische Spelen
| Jaar | Plaats    | Resultaten                                                                                                 |
| ---- | --------- | --- |
| 2006 | Turijn    | 60e 20 km individueel 69e 10 km sprint 10e 4x7,5 km estafette                                              |
| 2010 | Vancouver | 32e 20 km individueel 4e 10 km sprint 9e 12,5 km achtervolging 28e 15 km massastart 17e 4x7,5 km estafette |

### Wereldkampioenschappen
| Jaar | Plaats           | Resultaten |
| ---- | ---------------- | --- |
| 2006 | Pokljuka         | 5e Gemengde estafette |
| 2007 | Antholz          | 79e 20 km individueel 31e 10 km sprint 45e 12,5 km achtervolging 19e 4x7,5 km estafette 4e Gemengde estafette                            |
| 2008 | Östersund        | 64e 20 km individueel 59e 10 km sprint 44e 12,5 km achtervolging 19e 4x7,5 km estafette 9e Gemengde estafette                            |
| 2009 | Pyeongchang      | 53e 20 km individueel 13e 10 km sprint 11e 12,5 km achtervolging 14e 15 km massastart 15e 4x7,5 km estafette 12e Gemengde estafette      |
| 2010 | Chanty-Mansiejsk | 10e Gemengde estafette |
| 2011 | Chanty-Mansiejsk | 40e 20 km individueel 15e 10 km sprint 34e 12,5 km achtervolging 19e 15 km massastart 8e 4x7,5 km estafette 16e Gemengde estafette       |
| 2012 | Ruhpolding       | 5e 20 km individueel · 44e 10 km sprint · 32e 12,5 km achtervolging · 21e 15 km massastart · 14e 4x7,5 km estafette · Gemengde estafette |

### Wereldbeker
Eindklasseringen
| Seizoen   | Algemeen | Individueel | Sprint | Achtervolging | Massastart |
| --------- | -------- | ----------- | ------ | ------------- | ---------- |
| 2006/2007 | 52e      |             |        |               |            |
| 2007/2008 | 44e      |             |        |               |            |
| 2008/2009 | 50e      |             |        |               |            |
| 2009/2010 | 20e      |             |        |               |            |
| 2010/2011 | 32e      |             |        |               |            |
| 2011/2012 | 30e      |             |        |               |            |